# Photoscotosia atrostrigata
Photoscotosia atrostrigata är en fjärilsart som beskrevs av Bremer 1864. Photoscotosia atrostrigata ingår i släktet Photoscotosia och familjen mätare. Inga underarter finns listade i Catalogue of Life.